# Heliangelus zusii
Heliangelus zusii är en fågel i familjen kolibrier. Fågeln är endast beskriven utifrån ett enda exemplar, ett skinn som köptes i Bogotá 1909. Fågeln antogs förekomma eller ha förekommit i de colombianska Anderna. Genetiska studier visar dock att exemplaret med största sannolikhet är en hybrid mellan grönstjärtad sylf (Aglaiocercus kingii) och en annan art, varför flera taxonomiska auktoriteter inte längre erkänner den som god art.